# Амхара
Амха́ра, амха́рцы, ама́ра (самоназвание — አማራ Āmara) — второй по численности после оромо народ Эфиопии. Относится к семитским народам; язык — амхарский. В 2007 году в Эфиопии было около 19 687 817 представителей этого народа (точный подсчёт затруднён тем, что на амхарском языке говорят также другие народы). 
Основные места проживания — центральные и северные районы Эфиопии: до 1994 года провинции Шоа, Годжам, Бегемдер, а также провинции Волло, Арусси, Каффа, Воллега, Харар и Сидамо, с 1994 года регион Амхара.
Амхара — христиане-миафизиты (в Эфиопию христианство проникло в IV веке н. э.). Среди них также есть мусульмане и иудеи (см. эфиопские евреи).
Основное традиционное занятие амхара — пашенное земледелие (кукуруза, сорго, бобовые); часть амхара разводит рогатый скот.
Становление этнической общности амхара началось в XIII — начале XIV века. С XIV века они стали господствующим этносом эфиопского государства.

## Происхождение названия
Этимология названия «амхара» неясна. Согласно некоторым источникам, название народа происходит от слова амари, означающего «приятный, красивый и изящный» (также мехаре, «изящный», содержит тот же самый корень м-х-р, что и глагол «узнать»), хотя ряд эфиопских историков — например, Гетачев Меконнен Хасен — предполагают, что название народа связано с химьяритами. 
Другие учёные указывают, что оно происходит от геэзского слова, означающего «свободные люди» (то есть от геэзских слов ዓም ʿам, означающего «люди, народ» и ሓራ хара, означающено «свободный» или «воин»), хотя некоторые — например, Дональд Ливайн — относят такое объяснение к народной этимологии. 
В конечном счёте, однако, название народа и языка могло произойти от названия средневековой провинции Амхара, расположенной в центральной Эфиопии в современном регионе Амхара и провинции (до 1995 года) Волло.

## Язык
Амхарцы разговаривают на амхарском языке, принадлежащем эфиосемитской группе семитской языковой семьи афразийской макросемьи.
Амхарский язык является государственным языком Эфиопии. Какое-то время он являлся основным языком, преподаваемым в школах, однако его заменили на региональные языки, вроде оромо и тигринья.
Для записи языка используется эфиопскую письменность геэз.

## Религия
Преобладающей религией амхарцев на протяжении веков было христианство. По данным переписи 1994 года, 81,5 % населения региона Амхара (91,2 % населения которого являются этническими амхарцами) были Эфиопскими православными христианами, 18,1 % были мусульманами, а 0,1 % были протестантами. Эфиопская православная церковь поддерживает тесные связи с Коптской православной церковью Александрии. Наиболее популярными праздниками являются Пасха и Благословение, которые отмечаются празднествами вроде танцев и пиров. Также в году у амхарцев есть много постных дней, когда в пищу можно употреблять лишь овощи и рыбу.
В брак мужчины амхара вступают в 18-20 лет. Женщин же до XX века выдавали замуж, как только им исполнится 14, однако позже порог зрелости подняли до 18 лет. Среди населения практикуются как гражданские браки, так и церковные, однако разводы после церковных браков не одобряются. Что примечательно, после свадьбы каждая семья молодожёнов устраивает отдельный пир.
Сразу после рождения ребёнка к семье приходит священник, который наблюдает за ребёнком и его матерью, которая после родов должна провести 40 дней, не выходя из дома. Мальчиков крестят через 40 дней после рождения, девочек — на 80-й.

## ДНК
Британский генетик Марк Хейбер обнаружил, что амхара имеют неандертальские гены. В то время как евразийцы имеют ~ 2 % неандертальских генов, эфиопы имеют ~ 1 % неандертальских генов. Хейбер утверждает, что африканцы, которые несут неандертальскую ДНК, показывают на генный поток от евразийцев.